# یژی براون
یژی براون (لهستانی: Jerzy Braun؛ ‏ تلفظ لهستانی: [ˈjɛʐɨ]؛ ‏ ۱۳ آوریل ۱۹۱۱ – ۸ مارس ۱۹۶۸) قایقران روئینگ اهل لهستان بود.
وی در مسابقات کشوری و بین‌المللی در مجموع برندهٔ ۲ مدال نقره، ۲ مدال برنز شده‌است.